# 曾健超
曾健超（英語：Ken Tsang Kin-chiu，1975年7月12日—），祖籍廣東惠州，香港註冊社會工作者和政治人物，前公民黨成員，前香港九龍城區議會馬頭圍選區議員，他是涉嫌襲擊警員和七警打人案受害者的新聞人物。 2021年9月，曾健超因在新宣誓要求下被裁定宣誓未被確認，即時離任區議員一職。

## 生平
曾健超自小住在九龍區，小二時搬進屯門，曾當過童軍，14歲時因父母離異便與妹妹分開居住，後來更到同學家居住。曾經當過香港專上學生聯會常委及民主黨位於堅道的中西區辦事處暑期工。2000年代初，曾任職空中服務員。其後取得社會工作和新聞系學歷，後加入公民黨。

## 政治活動
2007年香港區議會選舉時，曾健超代表公民黨在沙田松田選區參選，得近一千一百票，五百多票之差敗於公民力量鄧永昌。
2011年香港區議會選舉時，他轉戰灣仔跑馬地選區敗於香港島各界聯合會吳錦津。
2008年香港立法會選舉時，公民黨派湯家驊、曾國豐及曾健超組成名單出選新界東選區，結果湯家驊成功連任。
2011年香港選舉委員會界別分組選舉中，當選為社福界選委。
2012年7月1日，香港回歸15周年暨第四屆特區政府就職典禮，曾健超在中共總書記胡錦濤致詞時高喊「平反六四」、「結束一黨專政」等口號，最後曾健超被保安帶離會場。
曾健超雖曾為公民黨員，但他亦為人民力量和社民連站台，表示前來是撐理念和人，強調自己撐公義和支持抗爭。他表示由衷敬佩梁國雄，認識他多年，在沒有鎂光燈都會繼續抗爭。
2016年香港立法會選舉時，因不獲公民黨支持出選社福界，退出公民黨獨立參選，最终在選舉中落敗。
2016年香港選舉委員會界別分組選舉，曾健超在社福界以社總名義出選，成功連任選舉委員。由於在2017年香港行政長官選舉舉行當日他正在服刑，他成為首個有權在行政長官選舉中投票的在囚人士。

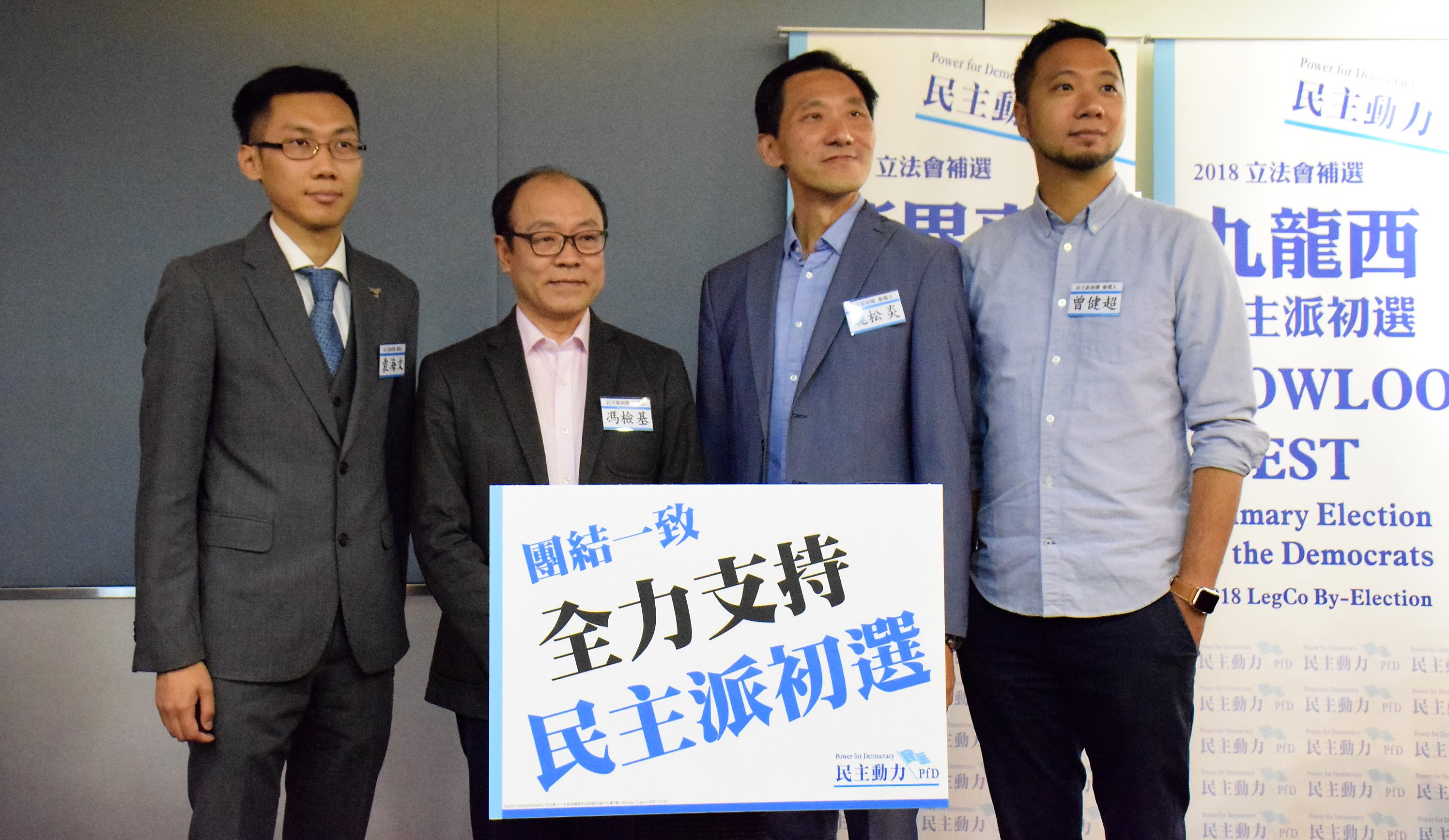
參與民主派九龍西初選的3名參選人（左起）袁海文、馮檢基、姚松炎和宣佈退選的曾健超

他原有意參選2018年香港立法會補選泛民主派初選，惟於記者會當日退選。
2019年區議會選舉，曾健超參選九龍城區議會馬頭圍選區，最終以552票之差擊敗爭取連任的邵天虹當選獲勝，首次出任區議員。

## 涉七警案
曾健超於2014年10月佔領運動期間，向11名正在執勤的警務人員淋潑污穢液體並拒捕，經審訊後被裁定一項襲警和兩項拒捕罪成立。
2015年10月，警方正式落案起訴涉嫌在佔領運動期間毆打曾健超的七名警務人員，各被控一項有意圖而導致他人身體受嚴重傷害罪；其中一名警員加控一項普通襲擊罪。同日曾健超遭警方落案起訴一項襲警，涉及11名警員，及四項抗拒正在執行職務的警務人員罪。律政司司長袁國強為公平起見，刻意安排同日起訴及同日提堂。
2016年5月，曾健超於九龍城裁判法院被裁定一項襲警及兩項拒捕罪成，被判即時入獄五星期，但獲准以300港元保釋等候上訴。
2017年3月20日，曾健超在社交媒體宣布，因七警案的警察已被定罪及入獄，經深思熟慮後，決定放棄上訴。翌日，他在香港高等法院處理相關法律程序後，即時入獄服刑。4月20日刑滿獲釋。
2017年10月9日，社會工作者註冊局轄下紀律聆訊委員會通過向曾健超發出書面警告，毋須停牌。該局認為曾健超雖然犯法，但行動是爭取公義，而且被定罪案件不屬該局訂明必須吊銷牌照的項目。雖然會上委員意見仍存在分歧，但最後仍獲得通過向其發出書面警告。